# Chronique du Pseudo-Turpin
La Chronique de Turpin ou du Pseudo-Turpin, ou Chronique de Charlemagne et de Roland (en latin Historia Karoli Magni et Rotholandi), est un écrit français du XIe ou XIIe siècle dont l'auteur est inconnu, se présentant comme un récit des exploits de Charlemagne rédigé par l'évêque Turpin, contemporain de ce dernier.

## Historique

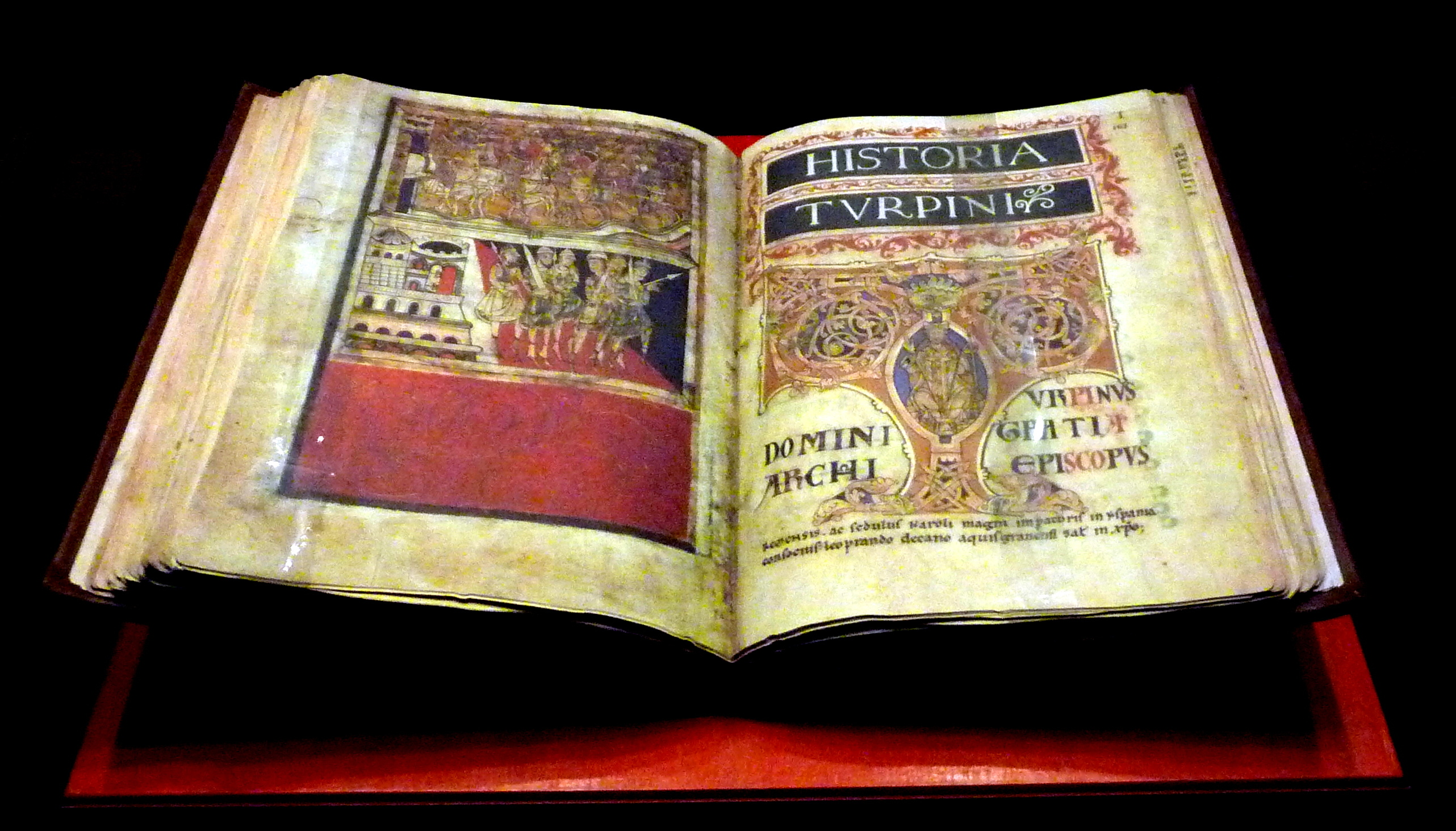
Le Codex Calixtinus

Une centaine de manuscrits sont connus. Le plus ancien est contenu dans le Codex Calixtinus, où il constitue le livre IV du Livre de Saint-Jacques, recueil de textes en faveur du pèlerinage de Saint-Jacques de Compostelle. Toutefois, reconnaissant le caractère apocryphe de l'ouvrage qui ne pouvait pas avoir été rédigé par un contemporain de Charlemagne, les chanoines de Compostelle ont séparé la Chronique du reste du manuscrit au XVIIe siècle et l'ont reliée à part.
Alors que la Chanson de Roland fait mourir l'évêque Turpin lors de la bataille de Roncevaux, la Chronique de Turpin le fait survivre à ses blessures. C'est donc lui qui est présenté comme l'auteur de l'ouvrage. En réalité l'ouvrage a été rédigé au XIe ou au XIIe siècle, en tout cas avant 1166 car sept chapitres de l'ouvrage sont cités dans une « Vie de Charlemagne » publiée à l'occasion de la canonisation de l'empereur par l'anti-pape Pascal III en 1165. Gaston Paris, notamment dans une thèse publiée en 1865, y voit une œuvre rédigée par deux auteurs différents, l'un au XIe siècle et l'autre au XIIe siècle. Pour Joseph Bédier, l'ouvrage a été publié par un seul auteur entre 1125 et 1165. Meredith Jones considère que l'ouvrage diffère profondément du reste du Livre de saint Jacques et qu'il doit dériver d'un texte plus simple rédigé vers 1120 ou 1130. Selon J. Saroïhandy, André de Mandach et Frédéric de Gournay, l'auteur de la Chronique du Pseudo-Turpin serait Pierre d'Andouque, évêque de Pampelune de 1082 à 1114, ou un clerc de son entourage. Ancien moine de Conques, Pierre avait favorisé l'établissement de son ancienne abbaye à Roncevaux, entre 1101 et 1104.
Au total, l'ouvrage pourrait être un assemblage de morceaux divers, certains liés à la dévotion envers saint Jacques, d'autres consacrés à divers exploits de Charlemagne et de Roland.

## Contenu de la Chronique

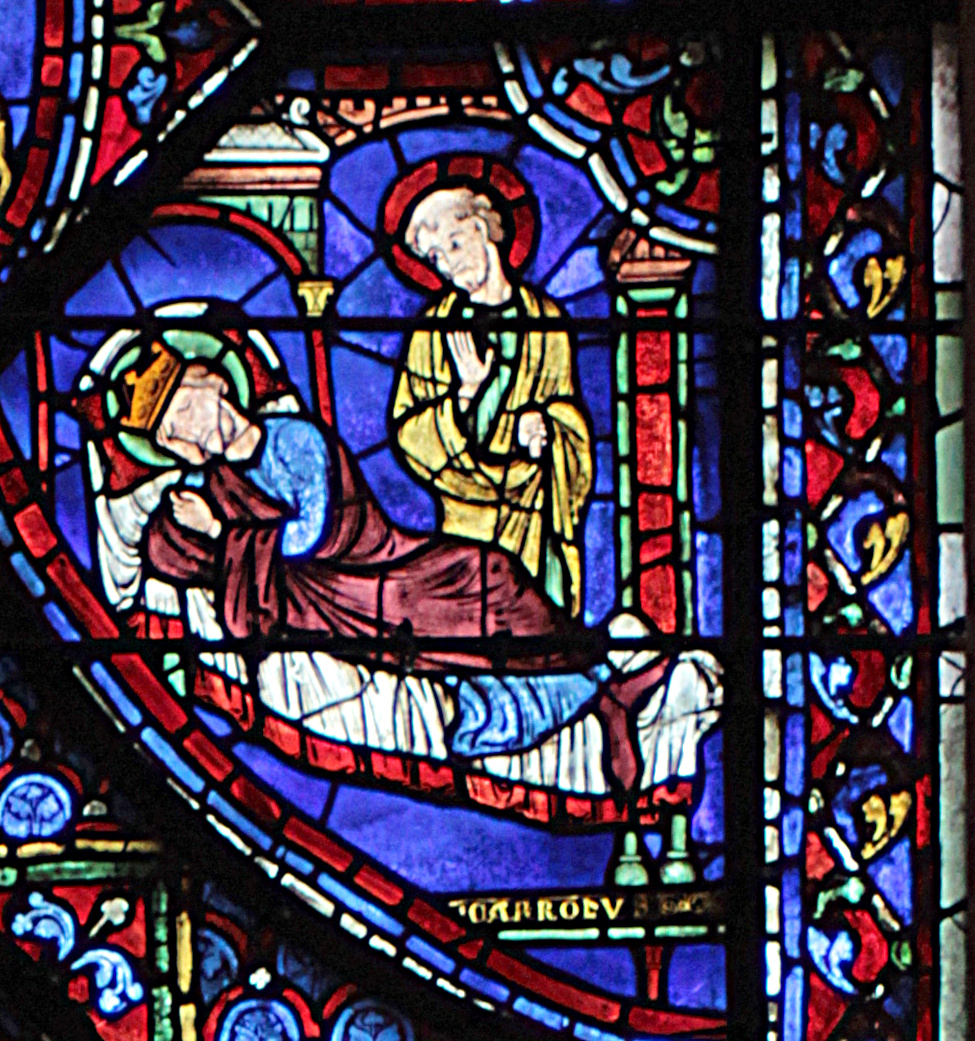
Apparition de saint Jacques (adaptation de la Chronique sur le vitrail de Charlemagne à Chartres)

La Chronique raconte d'abord la première expédition de Charlemagne en Espagne (chapitres I à IV). Saint Jacques apparaît à Charlemagne et l'appelle à venir libérer le chemin de Compostelle des Sarrasins qui l'occupent. Une fois l'expédition réussie, l'empereur revient en France où il fonde des églises dédiées à saint Jacques.
Toutefois, un roi venu d'Afrique, Agoland, vient ravager l'Espagne (chapitres VI à X). Charlemagne entreprend donc une deuxième expédition, mais Agoland vient porter la guerre jusqu'en Aquitaine, à Agen et à Saintes. Finalement vaincu, il se réfugie à Pampelune d'où il provoque encore l'empereur.
Charlemagne réunit alors toutes les forces de son empire (chapitres XI à XXVII), tue finalement Agoland et réunit un concile à Compostelle, qui devient l'un des trois principaux sièges apostoliques du monde chrétien avec Rome et Éphèse. Sur le chemin du retour, Charlemagne est victime d'une attaque menée par deux rois sarrasins, avec la complicité de Ganelon : c'est la bataille de Roncevaux où meurt Roland.
Enfin (chapitres XXVIII à XXXIII), Charlemagne répartit les corps des martyrs de Roncevaux entre plusieurs églises françaises et réunit un nouveau concile à Saint-Denis. Il se retire enfin à Aix-la-Chapelle. Un épilogue, attribué au pape Calixte II, raconte la mort de Turpin.

## Les variantes
Du fait de son grand succès au cours du Moyen Âge, la Chronique du Pseudo-Turpin a fait l'objet de variantes, notamment au Pays de Galles et dans le monde anglo-normand.
La Chronique saintongeaise est une de ces variantes, représentée dans trois manuscrits. L'histoire y est enrichie de nombreux détails relatifs à la région de Saintes et associée à un ensemble de textes nommé « Tote l'histoire de France »,.